# Paul Wege
Paul Wege (* 14. September 1899; † 23. Oktober 1952) war ein preußischer Landrat.
Wege, von Beruf Volksschullehrer, war seit 1928 Mitglied der NSDAP. Er fungierte als Ortsgruppenleiter in Hettstedt und bis 1931 als Kreisleiter im Mansfelder Gebirgskreis. 1932 baute er den NSLB im Gau auf und wurde Gauamtsleiter dieser NS-Lehrerorganisation. 1933 wurde Wege nach der Beurlaubung von Wilhelm Becker kommissarisch Landrat des Mansfelder Gebirgskreises im Regierungsbezirk Merseburg der preußischen Provinz Sachsen. 1934 übernahm er endgültig dieses Amt, das er bis 1938 ausübte. Wegen seiner Auseinandersetzungen mit dem NSDAP-Kreisleiter, das ein Parteiausschlussverfahren nach sich zog, wurde er nach Lingen (Ems) versetzt, wo er Landrat des Kreises Lingen wurde. Sein Nachfolger wurde Rudolf Schmidt. Im Krieg wurde Wege zeitweilig auch mit der Verwaltung des Nachbarlandkreises Grafschaft Bentheim betraut.
Nach 1945 wohnte Wege in Lingen, wo er als „wesentliche Förderer und Nutznießer“ des Nationalsozialismus entnazifiziert wurde. Bis mindestens 1950 arbeitslos, arbeitete er anschließend als Versicherungsvertreter. Er starb nach einem Verkehrsunfall im Krankenhaus Annaheim in Schüttorf.